# Gamma Cephei
Gamma Cephei (γ Cephei, γ Cep), tradicionalmente chamada de Errai, é uma estrela na constelação de Cepheus. Possui uma magnitude aparente visual de +3,22, sendo visível a olho nu mesmo em locais com poluição luminosa. Com base em medições de paralaxe, está localizada a uma distância de aproximadamente 44 anos-luz (13,5 parsecs) da Terra.
Este sistema é uma estrela binária formada por uma subgigante de classe K primária e uma anã vermelha secundária. Em 2003, foi confirmada a existência de um planeta extrassolar ao redor da estrela primária (Gamma Cephei Ab).
Devido à precessão dos equinócios, Gamma Cephei sucederá Polaris como a Estrela Polar do hemisfério norte. Gamma Cephei estará mais próxima do polo celestial norte do que Polaris aproximadamente no ano 3000, fazendo sua maior aproximação do polo em 4000, sendo que então o título passará para Iota Cephei perto de 5200.

## Características
A estrela mais brilhante do sistema, Gamma Cephei A, é uma subgigante de classe K com um tipo espectral de K1III-IV, indicando que é uma estrela evoluída que já abandonou a sequência principal. Com base na órbita do sistema, sua massa é calculada em aproximadamente 1,4 vezes a massa solar, enquanto modelos evolucionários estimam uma massa menor de aproximadamente 1,2 massas solares e uma idade de 6 bilhões de anos. Seu diâmetro angular foi medido diretamente por instrumentos de interferometria, sendo igual a 3,3 milissegundos de arco, permitindo o cálculo de um raio equivalente a 5 vezes o raio solar. A partir do raio e de uma luminosidade igual a 11,4 vezes solar, é calculada uma temperatura efetiva de cerca de 4 750 K, que dá à estrela a coloração alaranjada típica de estrelas de classe K. Sua metalicidade é próxima da solar, possivelmente um pouco superior.
A estrela secundária do sistema, Gamma Cephei B, foi inicialmente detectada como uma companheira espectroscópica em 1988, a partir de variabilidade na velocidade radial do sistema, e em 2007 foi detectada diretamente por observações infravermelhas, sendo 6,2 magnitudes menos brilhante que a primária na banda K. Ela é uma anã vermelha com um tipo espectral de M4V e tem uma massa calculada de 41% da massa solar. A órbita do sistema tem um período de 67,5 anos, uma alta excentricidade de 0,41 e está inclinada em 119° em relação ao plano do céu. Seu semieixo maior é de 1,47 segundos de arco, correspondendo a uma separação média de 20,2 UA entre as estrelas.
Atualmente se aproximando do Sistema Solar com uma velocidade radial de -42,9 km/s, o sistema fará sua maior aproximação ao Sol em cerca de 300 mil anos, quando chegará a uma distância mínima de 10 anos-luz (3 parsecs).

## Sistema planetário
Na década de 1980, Gamma Cephei foi um dos alvos da primeira busca por planetas extrassolares através do método da velocidade radial, com o Telescópio Canadá-França-Havaí. Em 1988 foi relatada variabilidade na sua velocidade radial, o que levou à descoberta da estrela companheira Gamma Cephei B. Os dados indicavam ainda a presença de um terceiro corpo no sistema, com um período de 900 dias e massa planetária. Se confirmado, esse seria o primeiro planeta extrassolar conhecido. No entanto, a explicação de que o sinal era causado por rotação estelar foi considerada mais provável, porque na época Gamma Cephei A era considerada uma estrela gigante, o período orbital do componente B era estimado em apenas 30 anos (tornando a órbita do planeta instável), e o índice de atividade cromosférica indicava uma possível correlação com a velocidade radial.
Em um artigo publicado em 2003, a existência do planeta foi confirmada a partir de novas observações pelo Observatório McDonald, que demonstraram que o período de 900 dias permanece constante mesmo em diferentes conjuntos de dados e que ele não possui equivalente nem nos índices de atividade cromosférica nem na fotometria obtida pela sonda Hipparcos. A solução orbital mais recente, criada com base na órbita atualizada do sistema AB, indica que o planeta tem uma massa mínima de 1,6 vezes a massa de Júpiter e está a uma distância média de 2,0 UA da estrela, levando 903 dias para completar uma órbita. Apesar da proximidade com Gamma Cephei B, o planeta é estável e pode ter se formado na órbita atual.
| Planeta | Massa           | Semieixo maior (UA) | Período orbital (dias) | Excentricidade |
| ------- | --------------- | ------------------- | ---------------------- | -------------- |
| Ab      | >1,60 ± 0,13 MJ | 2,044 ± 0,057       | 902,9 ± 3,5            | 0,115 ± 0,058  |

## Nomenclatura
γ Cephei é a designação de Bayer para este sistema. De acordo com os padrões de nomenclatura para objetos em sistemas múltiplos, os dois componentes são designados A e B. O planeta é designado γ Cephei Ab.
Gamma Cephei tem o nome tradicional Errai (também escrito como Er Rai ou Alrai), que deriva do árabe الراعي, ar-rā‘ī e significa "o pastor". Por vezes, Beta Ophiuchi também é chamada de "Alrai", embora seja mais conhecida como "Celbarai" ou "Kelb Arai", que significam "cachorro do pastor".[carece de fontes?] Em 2016, a União Astronômica Internacional organizou um grupo para catalogar e padronizar nomes próprios estelares; em 15 de dezembro de 2015, foi aprovado o nome Errai para esta estrela.
Em julho de 2014 a União Astronômica Internacional lançou uma campanha para dar nomes próprios a alguns planetas extrassolares, em um processo envolvendo participação do público e votação para os novos nomes. Em dezembro de 2015, foi anunciado o nome Tadmor para γ Cephei Ab, o nome em árabe da cidade de Palmira, na Síria.